# 1900年パリオリンピックのルクセンブルク選手団
1900年パリオリンピックのルクセンブルク選手団(1900ねんパリオリンピックのルクセンブルクせんしゅだん)は、1900年5月14日から10月28日にかけてフランスの首都パリで開催された1900年パリオリンピックのルクセンブルク選手団、およびその競技結果。   

## 概要
今大会は金メダル1個を獲得した。しかし国際オリンピック委員会によるとテアトはフランス代表として出場したものであり、フランスが獲得したメダルとしている。

## メダル
| メダル | 選手名           | 競技 | 種目         | Result     |
| ------ | ---------------- | ---- | ------------ | ---------- |
| 金     | ミシェル・アテト | 陸上 | 男子マラソン | 2-59：45.0 |